# 元老院 (ガボン)
元老院（げんろういん、フランス語: Senat）は、ガボン共和国の議会を構成する議院（上院）。

## 沿革
1991年の憲法改正で創設された。それ以前のガボンの議会は国民議会の一院制であった。実際に上院が開かれたのは、1997年の総選挙を経てのことである。

## 概要
定員は102名。任期は6年。地方および県の小選挙区（2名選出の選挙区もあり）から選出される。元老院議長は憲法の規定により、大統領職が空席となった場合、元老院議長が大統領代行を務めることとなっている。

## 議長一覧
| 氏名                            | 就任           | 退任           |
| ------------------------------- | -------------- | -------------- |
| ジョルジュ・ラウィリ            | 1997年         | 2003年         |
| ジョルジュ・ラウィリ            | 2003年         | 2006年4月9日   |
| Léonard Andjembé（臨時）        | 2006年4月9日   | 2006年         |
| ルネ・ラデンビオ・コニケ        | 2006年         | 2009年         |
| ローズ・フランシーヌ・ロゴンベ  | 2009年2月16日  | 2009年6月9日   |
| レオナール・アンジェンビ (臨時) | 2009年6月10日  | 2009年10月20日 |
| ローズ・フランシーヌ・ロゴンベ  | 2009年10月20日 | 2015年2月27日  |
| ルーシー・ミレブ・オブッソン    | 2015年2月27日  | 2023年8月30日  |
| ポーレット・ミサンボ            | 2023年9月11日  | （現職）       |